# Hail Weston
Hail Weston – wieś w Anglii, w hrabstwie Cambridgeshire, w dystrykcie Huntingdonshire. Leży 29 km na zachód od miasta Cambridge i 83 km na północ od Londynu.